# Hague (Nowy Jork)
Hague – miasto w Stanach Zjednoczonych, w stanie Nowy Jork, w hrabstwie Warren.